# Mittelpunkt Frankreichs
Für den geographischen Mittelpunkt Frankreichs gibt es mehrere Festlegungen.
Eine frühe Beschreibung stammt von Julius Cäsar. In seinem Werk De bello Gallico schrieb er, der Mittelpunkt sei an der Grenze zum Gebiet der Karnuten. Im Mittelalter wurde der Mittelpunkt Frankreichs bei Chartres angenommen.
Bei der Anwendung moderner, mathematischer Methoden ist es relevant, ob die Meeresinseln (insbesondere Korsika) berücksichtigt werden oder nicht. Das Zentrum des Mutterlandes liegt dann:
- beim Weiler La Brande du Murat in Nassigny (46° 29′ 38″ N, 2° 36′ 10″ O), Département Allier, mit Berücksichtigung von Korsika,
- beim Weiler La Coucière in Vesdun (46° 32′ 23″ N, 2° 25′ 49″ O), Département Cher, ohne Berücksichtigung von Korsika.

Diese beiden Punkte sind rund 14 km voneinander entfernt.
Ältere Berechnungen von Théophile Moreux kamen zum Ergebnis, dass sich der Mittelpunkt bei Saulzais-le-Potier im Département Cher (46° 36′ 21″ N, 2° 29′ 54″ O) befinden würde.